# Brťov u Černé Hory
Brťov u Černé Hory (německy Zeidelweid) je vesnice, část obce Brťov-Jeneč v okrese Blansko. Nachází se asi 1 km na východ od Brťova-Jenče. Prochází zde silnice II/377. Je zde evidováno 100 adres. Trvale zde žije 276 obyvatel.
Brťov u Černé Hory je také název katastrálního území o rozloze 5,21 km2.
Na počátku 17. století zde bylo 21 domů, z nich bylo po třicetileté válce 6 pustých. V roce 1793 zde bylo už 40 domů se 185 obyvateli, roku 1846 to bylo 44 domů a 265 obyvatel. Škola byla postavena roku 1900.